# Episodi di Tarzan (serie televisiva 1991) (terza stagione)
| nº | Titolo originale                           | Titolo italiano | Prima TV Francia | Prima TV Italia |
| -- | ------------------------------------------ | --------------- | ---------------- | --------------- |
| 1  | Tarzan and the Hollywood Adventure         |                 | 1993             |                 |
| 2  | Tarzan and the Witness for the Prosecution |                 |                  |                 |
| 3  | Tarzan and the Rock Star                   |                 |                  |                 |
| 4  | Tarzan and the Odd Couple                  |                 |                  |                 |
| 5  | Tarzan and the Return of the Bronx         |                 |                  |                 |
| 6  | Tarzan and the New Commissioner            |                 |                  |                 |
| 7  | Tarzan and the Stoneman                    |                 |                  |                 |
| 8  | Tarzan and the Deadly Cargo                |                 |                  |                 |
| 9  | Tarzan and the Sapphire Elephant           |                 |                  |                 |
| 10 | Tarzan and the Fear of Blindness           |                 |                  |                 |
| 11 | Tarzan and the Mating Season               |                 |                  |                 |
| 12 | Tarzan and the Gift of Life                |                 |                  |                 |
| 13 | Tarzan and the Death Spiders               |                 |                  |                 |
| 14 | Tarzan and the Russian Invasion            |                 |                  |                 |
| 15 | Tarzan and the Fiery End                   |                 |                  |                 |
| 16 | Tarzan and the Curse of Death              |                 |                  |                 |
| 17 | Tarzan and the King of the Apes            |                 |                  |                 |
| 18 | Tarzan and the Evil Twin                   |                 |                  |                 |
| 19 | Tarzan and the Dangerous Competition       |                 |                  |                 |
| 20 | Tarzan and the Pirates Revenge             |                 |                  |                 |
| 21 | Tarzan and Cheeta's Desperate Adventure    |                 |                  |                 |
| 22 | Tarzan and the Sixth Sense                 |                 |                  |                 |
| 23 | Tarzan and the Ring of Romance             |                 |                  |                 |
| 24 | Tarzan and the Night Horrors               |                 |                  |                 |
| 25 | Tarzan and the Jewel of Justice            |                 | 1994             |                 |